# Bernkastel-Wittlich
Bernkastel-Wittlich là một huyện ở Rhineland-Palatinate, Đức. Huyện này giáp các huyện (từ phía bắc theo chiều kim đồng hồ) sau: Vulkaneifel, Cochem-Zell, Rhein-Hunsrück, Birkenfeld, Trier-Saarburg và Bitburg-Prüm.
Huyện được lập năm 1969 thông qua việc hợp nhất các huyện Bernkastel và Wittlich.

## Địa lý
Huyện nằm bên hai bờ sông Moselle, một con sông chảy qua huyện từ tây nam đến đông bắc. Hai bên huyên là dãy núi Eifel ở phía bắc và Hunsrück ở phía nam. Một số suối và sông nhỏ bắt nguồn ở Eifel và đổ vào sông Moselle. Ở phía nam huyện là đỉnh Erbeskopf (cao 818 m), là đỉnh cao nhất của Hunsrück và của Rhineland-Palatinate.

## Đô thị
| Thị xã không thuộc Verband | Đô thị không thuộc Verband |
| -------------------------- | -------------------------- |
| 1. Wittlich                | 1. Morbach                 |

| Verbandsgemeinden | Verbandsgemeinden | Verbandsgemeinden |
| --- | --- | --- |
| - 1. Bernkastel-Kues 1. Bernkastel-Kues1, 2 2. Brauneberg 3. Burgen 4. Erden 5. Gornhausen 6. Graach an der Mosel 7. Hochscheid 8. Kesten 9. Kleinich 10. Kommen 11. Lieser 12. Lösnich 13. Longkamp 14. Maring-Noviand 15. Monzelfeld 16. Mülheim 17. Ürzig 18. Veldenz 19. Wintrich 20. Zeltingen-Rachtig - 2. Kröv-Bausendorf 1. Bausendorf 2. Bengel 3. Diefenbach 4. Flußbach 5. Hontheim 6. Kinderbeuern 7. Kinheim 8. Kröv1 9. Reil 10. Willwerscheid | - 3. Manderscheid 1. Bettenfeld 2. Dierfeld 3. Eckfeld 4. Eisenschmitt 5. Gipperath 6. Greimerath 7. Großlittgen 8. Hasborn 9. Karl 10. Laufeld 11. Manderscheid1, 2 12. Meerfeld 13. Musweiler 14. Niederöfflingen 15. Niederscheidweiler 16. Oberöfflingen 17. Oberscheidweiler 18. Pantenburg 19. Schladt 20. Schwarzenborn 21. Wallscheid - 4. Neumagen-Dhron 1. Minheim 2. Neumagen-Dhron1 3. Piesport 4. Trittenheim - 5. Thalfang am Erbeskopf 1. Berglicht 2. Breit 3. Büdlich 4. Burtscheid 5. Deuselbach 6. Dhronecken 7. Etgert 8. Gielert 9. Gräfendhron 10. Heidenburg 11. Hilscheid 12. Horath 13. Immert 14. Lückenburg 15. Malborn 16. Merschbach 17. Neunkirchen 18. Rorodt 19. Schönberg 20. Talling 21. Thalfang1 | - 6. Traben-Trarbach 1. Burg 2. Enkirch 3. Irmenach 4. Lötzbeuren 5. Starkenburg 6. Traben-Trarbach1, 2 - 7. Wittlich-Land [seat: Wittlich] 1. Altrich 2. Arenrath 3. Bergweiler 4. Binsfeld 5. Bruch 6. Dierscheid 7. Dodenburg 8. Dreis 9. Esch 10. Gladbach 11. Heckenmünster 12. Heidweiler 13. Hetzerath 14. Hupperath 15. Klausen 16. Landscheid 17. Minderlittgen 18. Niersbach 19. Osann-Monzel 20. Platten 21. Plein 22. Rivenich 23. Salmtal 24. Sehlem |
| 1seat of the Verbandsgemeinde; 2town | | |